# Моніка Цяцюх
Моніка Цяцюх-Хабель (пол. Monika Ciaciuch-Chabel, нар. 10 травня 1992) — польська веслувальниця, бронзова призерка Олімпійських ігор 2016 року.

## Виступи на Олімпіадах
| Олімпіада           | Дисципліна     | Місце |
| ------------------- | -------------- | ----- |
| Ріо-де-Жанейро 2016 | парна четвірка | 3     |

## Зовнішні посилання
- Моніка Цяцюх — олімпійська статистика на сайті Sports-Reference.com (англ.) (архівна версія)
- Профіль [Архівовано 8 січня 2021 у Wayback Machine.] на сайті FISA.